# Uwe Neupert
Uwe Neupert (n. 5 august 1957, Greiz, Republica Democrată Germană, Germania) este un luptător ce a reprezentat Republica Democrată Germană, medaliat olimpic. A participat la 2 ediții ale Jocurilor Olimpice (1980, 1988) în care a câștigat o medalie de argint.